# Zebrahaaien
De Zebrahaaien (Stegostomatidae) zijn een familie van haaien uit de orde van de bakerhaaien (Orectolobiformes). De familie omvat één geslacht, met één soort.

## Geslacht
- Stegostoma J. P. Müller & Henle, 1837